# Bernard I de Saxonia
Bernard I (n. cca. 950 – d. 9 februarie 1011), membru al dinastiei Billungilor, a fost duce de Saxonia de la 973 până la moarte.
Bernard era cel de al doilea membru al dinastiei Billungilor, fiind fiul mai mare al margrafului Herman de Saxonia cu soția sa Oda. A extins considerabil puterea tatălui său. 
El a luptat împotriva danilor în mai multe rânduri: 974, 983 și 994, reușind să respingă invaziile acestora. El a sprijinit sucesiunea imperială de la Otto al III-lea către ducele Henric al II-lea "cel Certăreț" de Bavaria. În 986, el a fost numit mareșal, iar în 991 și 995 i s-a alăturat tânărului Otto în campaniile împotriva slavilor. El a extins în mod considerabil puterea moștenită de la tatăl său, inclusiv în raport cu coroana regală, față de care tatăl său fusese un simplu reprezentant al regelui față de trib, pe când Bernard a devenit reprezentant al tribului față de rege . Bernard a murit în 1011 și a fost înmormântat în Biserica Sfântului Mihail din Lüneburg.

## Familia
În 990, Bernard s-a căsătorit cu Hildegarda (d. 1011), fiică a contelui Henric I cel Viteaz de Stade (d. 976). Cu aceasta, el a avut următorii urmași:
- Herman, mort de tânăr
- Bernard al II-lea, care i-a succedat
- Thietmar, conte, d. într-un duel la 1 aprilie 1048, în Pöhlde
- Gedesdiu (sau Gedesti) (d. 30 iunie cca. 1040), abatesă de Metelen de la 993 și de Herford din 1002

și probabil:
- Matilda, călugăriță
- Othelinda (d. 9 martie 1044), căsătorită cu contele Dirk al III-lea de Olanda

1. ↑  „Bernard I de Saxonia”, Gemeinsame Normdatei, accesat în 31 decembrie 2014
2. ↑  Genealogics
3. ↑  „Bernard I de Saxonia”, Gemeinsame Normdatei, accesat în 31 martie 2015